# Chrysops nigrobasalis
Chrysops nigrobasalis är en tvåvingeart som beskrevs av Krober 1927. Chrysops nigrobasalis ingår i släktet Chrysops och familjen bromsar.
Artens utbredningsområde är Tanzania. Inga underarter finns listade i Catalogue of Life.